# Dolichodactyla flavithorax
Dolichodactyla flavithorax är en tvåvingeart som beskrevs av Freeman 1951. Dolichodactyla flavithorax ingår i släktet Dolichodactyla och familjen platthornsmyggor. Inga underarter finns listade i Catalogue of Life.